# Marek Kubacki
Marek Kubacki (ur. 18 września 1951) – polski dendrolog, chirurg drzew, inżynier środowiska, społecznik.

## Życiorys
Na początku lat 80. XX w. pracował w PGM Bałuty jako dyrektor do spraw technicznych. W 1984 podjął pracę z Zakładzie Zadrzewień i Rekultywacji Ligi Ochrony Przyrody Oddział w Łodzi. W 1985 założył wraz z Wincentym Klemensem Zbrońskim, firmę „Chirurgia drzew M. Kubacki, W.K. Zbroiński”. Jest członkiem Komitetu Założycielskiego, powstałego w 1991, Polskiego Towarzystwa Chirurgów Drzew (od 2001), którego był wieloletnim prezesem. W PTChD działa jako rzeczoznawca dendrolog i inspektor nadzoru PTChD oraz rzeczoznawca Stowarzyszenia Inżynierów Techników Ogrodnictwa w specjalności – ochrona środowiska. Jest redaktorem prowadzącym czasopisma „Drzewa, Krzewy, Park”. Zawodowo zajmuje się ochroną, pielęgnacją i rekultywacją drzew w całej Polsce.
Jest także członkiem organu nadzoru Łódzkiej Spółdzielni Spożywców „Społem”, wiceprezesem Towarzystwa Przyjaciół Ogrodu Botanicznego (od 2015), członkiem Zespołu ds. Łódzkiego Panelu Obywatelskiego „Zieleń w mieście”, społecznym opiekunem drzew w Łodzi.

### Życie prywatne
Kubacki mieszka na terenie Śródmiejskiej Dzielnicy Mieszkaniowej w Łodzi.

## Odznaczenia
- Srebrna, Złota (2011) i Diamentowa (2021) Honorowa Odznaka Polskiego Towarzystwa Chirurgów Drzew – NOT[14],
- Brązowy Krzyż Zasługi (2016) za zasługi w działalności na rzecz ochrony środowiska[15],
- Medal 600-lecia Łodzi (2023)[16].

## Filmografia
Trwanie (2022) – bohater filmu dokumentalnego w reżyserii Jacka Schmidta.